# Katharina Landgraf

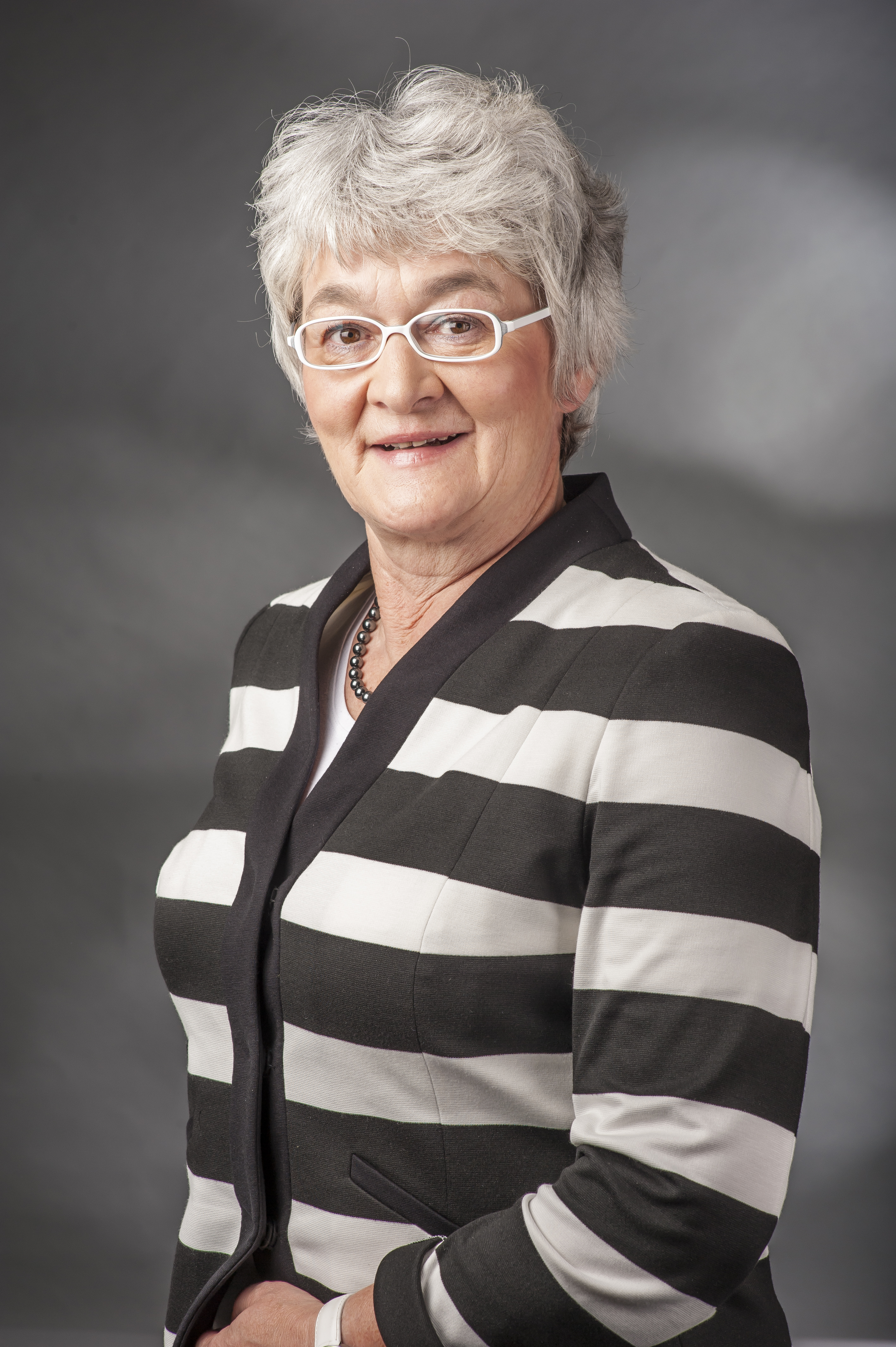
Katharina Landgraf (2014)

Barbara Katharina Landgraf geb. Mühlbach (* 24. Februar 1954 in Kirchengel/Thüringen, DDR) ist eine deutsche Politikerin (CDU, bis 1990 DDR-CDU).

## Leben und Beruf
Nach dem Abitur 1972 in Borna absolvierte Katharina Landgraf ein Studium des Meliorationswesens an der Universität Rostock, welches sie 1976 als Diplom-Ingenieurin beendete. Danach war sie als Ingenieurin für Wasserwirtschaft und Umweltschutz im VEB Braunkohlekombinat in Borna tätig. Von 1980 bis 1990 arbeitete sie schließlich in der LPG (P) Wiederau-Zwenkau.
Von 1991 bis 1999 war Katharina Landgraf wissenschaftliche Mitarbeiterin im Bildungswerk Leipzig und von 2004 bis 2005 im Bildungswerk Dresden der Konrad-Adenauer-Stiftung.
Katharina Landgraf ist evangelisch, verheiratet und Mutter von vier Kindern.

## Partei
Landgraf trat 1988 in die CDU der DDR ein. Von 1991 bis 1993 war Katharina Landgraf stellvertretende Vorsitzende des CDU-Landesverbandes Sachsen und von 1991 bis 1995 auch sächsische Landesvorsitzende der Frauen-Union. Sie gehört seit 1990 dem CDU-Kreisvorstand Leipziger Land an und war von 1995 bis 2002 dort auch Vorsitzende des Kreisverbandes.

## Abgeordnete
Katharina Landgraf gehörte von März bis Oktober 1990 der ersten frei gewählten Volkskammer der DDR an und zählte auch zu den 144 von der Volkskammer gewählten Abgeordneten, die am 3. Oktober 1990 Mitglied des Deutschen Bundestages wurden. Dem Bundestag gehörte sie dann noch bis Dezember 1990 an.
Sie war von 1999 bis 2004 Mitglied des Sächsischen Landtages und gehört außerdem seit 1995 dem Stadtrat von Pegau und war von 2004 bis 2014 Mitglied des Kreistages, zuletzt im Landkreis Leipzig.
2005 zog sie als direkt gewählte Abgeordnete des Wahlkreises Leipzig-Land erneut in den Bundestag ein. Bei der Bundestagswahl 2005 erreichte sie hier 34,9 %, bei der Bundestagswahl 2009 41,7 % und bei der Bundestagswahl 2013 51,3 % der Erststimmen. Sie war ordentliches Mitglied des Ausschusses für Familie, Senioren, Frauen und Jugend und Ernährung und Landwirtschaft, sowie im Kuratorium der Bundeszentrale für politische Bildung. Zudem gehörte sie als stellvertretendes Mitglied dem Unterausschuss Bürgerschaftliches Engagement an.
Im Juni 2020 kündigte sie an, bei der Wahl zum 20. Deutschen Bundestag nicht erneut kandidieren zu wollen.

## Engagement
Katharina Landgraf ist Mitglied im Präsidium des Internationalen Bunds (IB), einem freien Träger der Jugend-, Sozial- und Bildungsarbeit.